# Kiss Me Baby
Kiss Me Baby – singel Skolima, który został wydany jako wydanie własne 29 września 2022 za pośrednictwem E-Muzyka.
Nagranie otrzymało w Polsce status potrójnie platynowej płyty 9 października 2024.

## Twórcy
Opracowane na podstawie materiałów źródłowych.
- Konrad Skolimowski – wokal, tekst, kompozycja

- Artur Lipiński – produkcja, kompozycja, tekst
- Marcin Mackiewicz – produkcja, kompozycja, tekst

## Lista utworów
- Digital download[2]

1. „Kiss Me Baby” – 2:35

## Teledysk
Do utworu powstał teledysk, który udostępniono 15 września 2022 za pośrednictwem serwisu YouTube.

## Certyfikaty i sprzedaż
| Kraj          | Certyfikat         | Sprzedaż |
| ------------- | ------------------ | -------- |
| Polska (ZPAV) | 3× platynowa płyta | 150 000+ |